# Palmetto Bay
Palmetto Bay ist eine Gemeinde im Miami-Dade County im US-Bundesstaat Florida. Das U.S. Census Bureau hat bei der Volkszählung 2020 eine Einwohnerzahl von 24.439 ermittelt.

## Geographie
Palmetto Bay liegt zwölf Kilometer südwestlich von Miami an der Biscayne Bay. Angrenzende Kommunen sind Coral Gables, Pinecrest und Cutler Bay.

## Demographische Daten
Laut der Volkszählung 2010 verteilten sich die damaligen 23.410 Einwohner auf 8.372 Haushalte. Die Bevölkerungsdichte lag bei 1.040,4 Einw./km². 84,9 % der Bevölkerung bezeichneten sich als Weiße, 6,2 % als Afroamerikaner, 0,1 % als Indianer und 4,5 % als Asian Americans. 2,1 % gaben die Angehörigkeit zu einer anderen Ethnie und 2,1 % zu mehreren Ethnien an. 38,6 % der Bevölkerung bestand aus Hispanics oder Latinos.
Im Jahr 2010 lebten in 43,2 % aller Haushalte Kinder unter 18 Jahren sowie 25,2 % aller Haushalte Personen mit mindestens 65 Jahren. 82,5 % der Haushalte waren Familienhaushalte (bestehend aus verheirateten Paaren mit oder ohne Nachkommen bzw. einem Elternteil mit Nachkomme). Die durchschnittliche Größe eines Haushalts lag bei 2,95 Personen und die durchschnittliche Familiengröße bei 3,25 Personen.
29,2 % der Bevölkerung waren jünger als 20 Jahre, 18,2 % waren 20 bis 39 Jahre alt, 34,8 % waren 40 bis 59 Jahre alt und 17,8 % waren mindestens 60 Jahre alt. Das mittlere Alter betrug 42 Jahre. 48,5 % der Bevölkerung waren männlich und 51,5 % weiblich.
Das durchschnittliche Jahreseinkommen lag bei 106.017 $, dabei lebten 6,4 % der Bevölkerung unter der Armutsgrenze.

## Sehenswürdigkeiten
Am 11. März 1986 wurde das Charles Deering Estate in das National Register of Historic Places eingetragen.

## Verkehr
Das Gemeindegebiet wird im Westen vom U.S. Highway 1 (SR 5) tangiert.
Der Miami International Airport liegt etwa 20 Kilometer nördlich von Palmetto Bay.